# قفص حماية من أسماك القرش

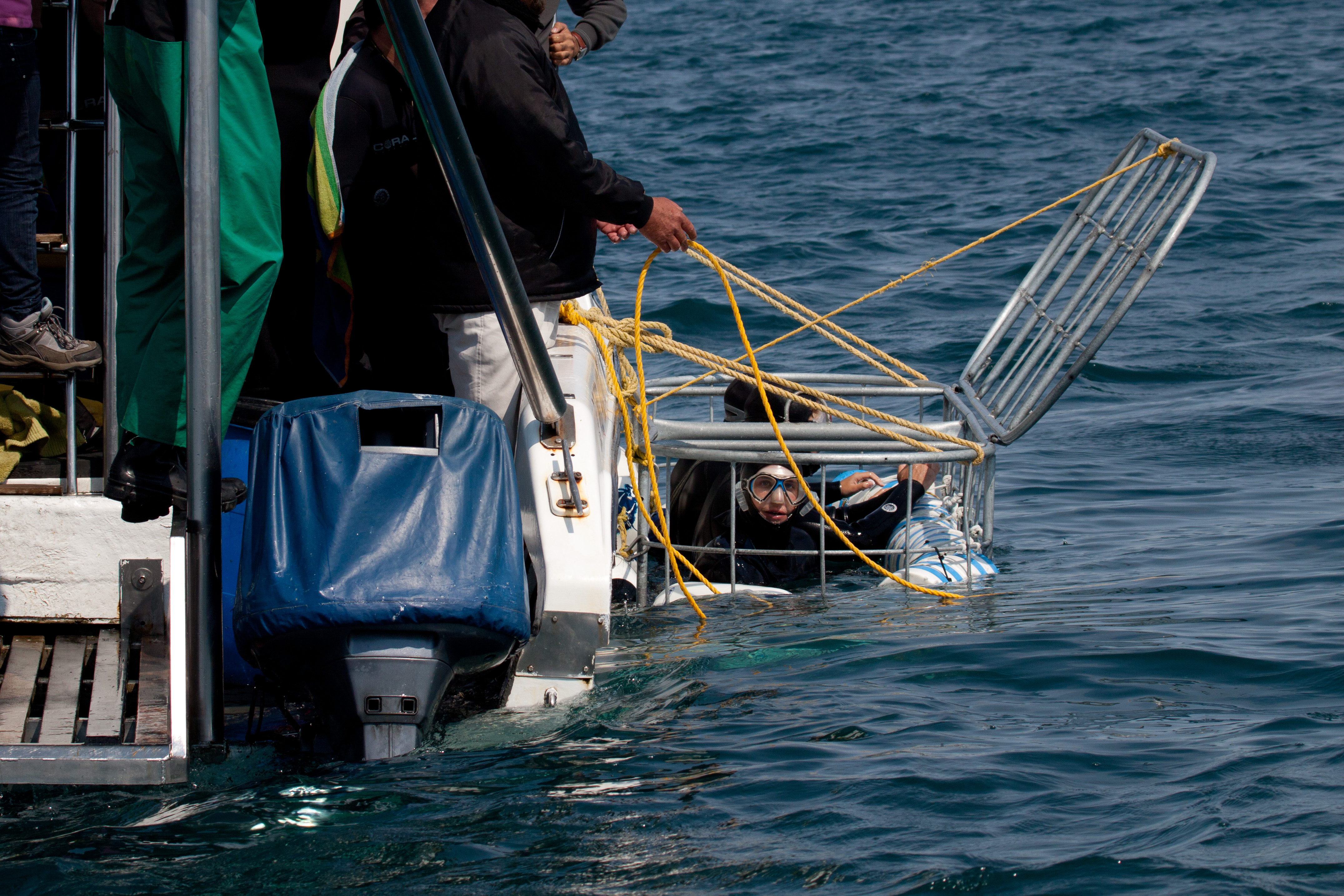
قفص حماية من أسماك القرش

قفص الحماية من أسماك القرش، (بالإنجليزية: Shark cage diving)، هو قفص معدني قوي جدا، يستخدم من قبل الغطاسين لكي يمكنهم من استكشاف والذهاب بالقرب من الأنواع الخطيرة من أسماك القرش بشكل آمن، مثل القرش الأبيض الكبير وقرش الثور. صمم القفص لكي يتحمل الصدمات الكبيرة من قبل أسماك القرش القوية.